# O Rex gentium

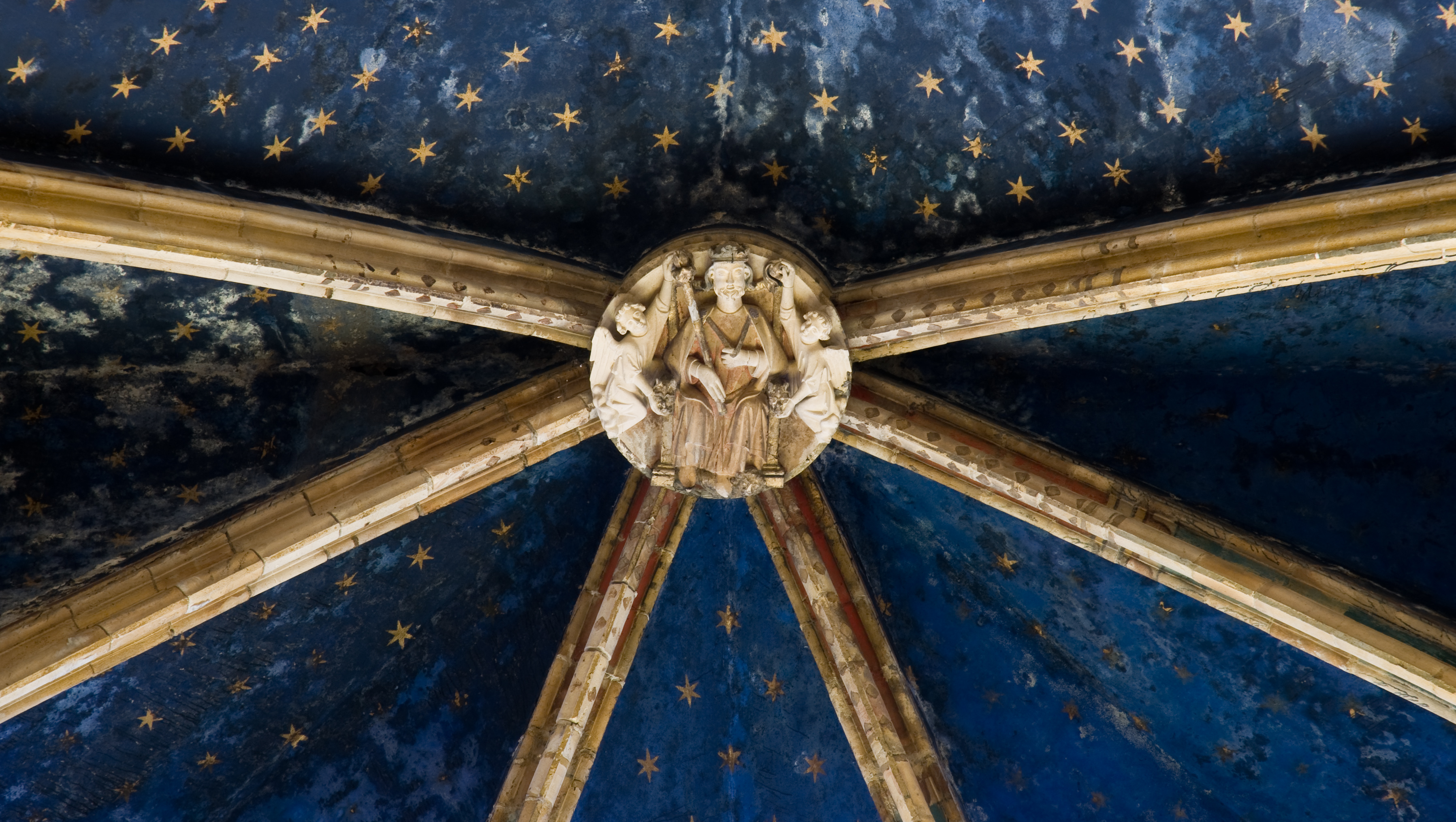
Christ régnant, clef de voûte d'une chapelle absidiale, cathédrale Saint-Étienne, Toulouse.

Rex gentium est un chant chrétien chanté comme antienne lors des vêpres durant la semaine précédant Noël, le 22 décembre.

« Ô Rex géntium, et desiderátus eárum, lapísque anguláris, qui facis útraque unum : veni, et salva hóminem, quem de limo formásti. »

Guillaume Durand considère que cette antienne illustre la double royauté du Christ, car le Fils de Dieu est appelé Roi à la fois par sa divinité et son humanité.

## Musique
L'antienne « Ô Rex gentium » a été mise en musique par :
- Marc-Antoine Charpentier (XVIIe siècle)
- Pawel Lukaszewski (Pologne, XXe)
- Vytautas Miskinis (Lituanie, XXe)

## Antiennes angéliques
Selon une légende rapportée par la Vita Sancti Dunstani (écrite vers l'an mil), saint Dunstan au Xe siècle aurait appris les paroles d'un hymne proche au cours d'une vision angélique : « Ô rex gentium, dominator omnium propter sedem maiestatis tuae, da nobis indulgentiam, rex Christe peccatorum, alleluia ».
Au XIe siècle, Hildegarde de Bingen dans sa Symphonie des Harmonies célestes compose Ô Pater omnium et ô rex et imperator gentium.